# Pala (Estonia)
Pala era un comune rurale dell'Estonia orientale, nella contea di Tartumaa (prima del 2017 faceva parte della contea di Jõgevamaa). Il centro amministrativo era l'omonima località (in estone küla).
Nel 2017 è stato inglobato nel comune di Peipsiääre entrando a far parte della contea di Tartumaa.

## Località
Oltre al capoluogo, il comune comprende altre 22 località:
Assikvere - Äteniidi - Haavakivi - Kadrina - Kirtsi - Kodavere - Kokanurga - Lümati - Metsanurga - Moku - Nõva - Perametsa - Piibumäe - Piirivarbe - Punikvere - Raatvere - Ranna - Sääritsa - Sassukvere - Sõõru - Tagumaa - Vea